# Костерин, Николай Николаевич
Николай Николаевич Костерин (род. 8 февраля 1952) — российский политический деятель, депутат Государственной думы третьего созыва

## Биография
В 1974 окончил Горьковский сельскохозяйственный институт.
Был главой администрации Уренского района Нижегородской области[когда?]. С 1990 по 1994 — депутат Горьковского (Нижегородского) Совета народных депутатов[уточнить].
В декабре 1993 неудачно баллотировался в Государственную Думу РФ первого созыва.
27 марта 1994 был избран депутатом Законодательного собрания Нижегородской области первого созыва.

### Депутат госдумы
19 декабря 1999 был избран депутатом Государственной Думы РФ третьего созыва.
Заместитель председателя Комитета ГД по аграрным вопросам.